# Ghost Tropic
Ghost Tropic è il quinto album in studio del gruppo musicale statunitense Songs: Ohia, pubblicato nel 2000. È stato registrato da Mike Mogis al Dead Space Recording Studio di Lincoln, Nebraska.

## Tracce
1. Lightning Risked It All – 5:39
2. The Body Burned Away – 5:35
3. No Limits on the Words – 5:21
4. Ghost Tropic – 2:36
5. Ocean's Nerves – 5:03
6. Not Just a Ghost's Heart – 12:02
7. Ghost Tropic – 3:09
8. Incantation – 11:53

## Crediti
- Jason Molina - Voce
- Shane Aspegren - Tastiere
- Mike Mogis - Mandolino, banjo, chitarra acustica
- Alasdair Roberts - Basso elettrico